# Profesionalen Futbolen Klub Ludogorec 1945 2014-2015
Questa voce raccoglie le informazioni riguardanti il Profesionalen Futbolen Klub Ludogorec 1945 nelle competizioni ufficiali della stagione 2014-2015.

## Stagione
Per la prima volta la squadra si qualificò alla fase a girone di Champions, superando nei turni di qualificazione F91 Dudelange, Partizan e Steaua Bucarest. Inserita nel Girone B con Real Madrid, Liverpool e Basilea la squadra si classificò ultima, venendo eliminata.
In campionato la squadra si confermò campione di Bulgaria per la quarta volta consecutiva, mentre in Coppa di Bulgaria non si riconfermò dato che fu eliminato in semifinale dal Levski Sofia.

## Rosa
| N. |                       | Ruolo | Calciatore                        |
| -- | --------------------- | ----- | --------------------------------- |
| 5  | Francia (bandiera)    | D     | Alexandre Barthe                  |
| 7  | Bulgaria (bandiera)   | C     | Mihail Aleksandrov                |
| 8  | Portogallo (bandiera) | C     | Fábio Espinho                     |
| 9  | Slovenia (bandiera)   | A     | Roman Bezjak                      |
| 11 | Brasile (bandiera)    | A     | Juninho Quixadá                   |
| 12 | Madagascar (bandiera) | C     | Anicet Abel                       |
| 15 | Bulgaria (bandiera)   | D     | Aleksandăr Dragomirov Aleksandrov |
| 16 | Colombia (bandiera)   | D     | Brayan Angulo                     |
| 17 | Spagna (bandiera)     | C     | Dani Abalo                        |
| 18 | Bulgaria (bandiera)   | C     | Svetoslav Djakov                  |
| 19 | Bulgaria (bandiera)   | C     | Aleksandar Vasilev                |
| 21 | Bulgaria (bandiera)   | P     | Vladislav Stojanov                |
| 23 | Bulgaria (bandiera)   | C     | Hristo Zlatinski                  |

| N. |                        | Ruolo | Calciatore        |
| -- | ---------------------- | ----- | ----------------- |
| 24 | Bulgaria (bandiera)    | D     | Preslav Petrov    |
| 25 | Bulgaria (bandiera)    | D     | Jordan Minev      |
| 27 | Romania (bandiera)     | D     | Cosmin Moți       |
| 31 | Bulgaria (bandiera)    | P     | Georgi Argilashki |
| 55 | Bulgaria (bandiera)    | D     | Georgi Terziev    |
| 77 | Portogallo (bandiera)  | D     | Vitinha           |
| 80 | Brasile (bandiera)     | D     | Júnior Caiçara    |
| 84 | Brasile (bandiera)     | C     | Marcelinho        |
| 88 | Brasile (bandiera)     | C     | Wanderson         |
| 91 | Serbia (bandiera)      | P     | Ivan Čvorović     |
| 93 | Paesi Bassi (bandiera) | A     | Virgil Misidjan   |
| 99 | Tunisia (bandiera)     | A     | Hamza Younés      |

## Risultati

### Champions League
| Arbitro: | Richard Trutz |

|                                                  |           |  |
| Dani Abalo 35’ Bezjak 43’ Anicet 65’ Espinho 68’ | Marcatori |  |

| Arbitro: | Tobias Welz |

|            |           |            |
| Turpel 81’ | Marcatori | 51’ Bezjak |

| Razgrad 30 luglio 2014, ore 21:00 UTC+3 Terzo turno - andata | Ludogorec   | 0 – 0 referto | Partizan | Ludogorets Arena\| Arbitro: \| Kenn Hansen \| |
| Arbitro:                                                     | Kenn Hansen |               |          |                                               |

| Arbitro: | Aljaksej Kul'bakov |

|                   |           |                     |
| Škuletić 30’, 35’ | Marcatori | 19’, 21’ Marcelinho |

| Arbitro: | Felix Brych |

|             |           |  |
| Chipciu 88’ | Marcatori |  |

| Arbitro: | Alberto Undiano Mallenco |

|                                                                     |                      |                                                      |
| Wanderson 90’                                                       | Marcatori            |                                                      |
| Moți Wanderson Hamza Júnior Caiçara Marcelinho Dyakov Fábio Espinho | Tiri di rigore 6 – 5 | Keserü Pârvulescu Szukała Popa Varela Prepeliță Râpă |

| Arbitro: | Matej Jug |

|                                    |           |             |
| Balotelli 82’ Gerrard 90+3’ (rig.) | Marcatori | 90+1’ Abalo |

| Arbitro: | Craig Thomson |

|               |           |                                |
| Marcelinho 6’ | Marcatori | 24’ (rig.) Ronaldo 77’ Benzema |

| Arbitro: | Deniz Aytekin |

|             |           |  |
| Minev 90+2’ | Marcatori |  |

| Arbitro: | Stéphane Lannoy |

|                                             |           |  |
| Embolo 34’ González 41’ Gashi 59’ Suchý 65’ | Marcatori |  |

| Arbitro: | Antonio Mateu Lahoz |

|                      |           |                          |
| Abalo 3’ Terziev 88’ | Marcatori | 8’ Lambert 37’ Henderson |

| Arbitro: | Clément Turpin |

|                                                      |           |  |
| C.Ronaldo 20’ (rig.) Bale 38’ Arbeloa 80’ Medrán 88’ | Marcatori |  |